# Почта (Дагестан)
Почта — упразднённый хутор в Гунибском районе Дагестана. На момент упразднения входил в состав Салтинского сельсовета. В 1976 году исключен из учётных данных.

## Географическое положение
Располагался на реке Бакдакули, в месте пересечения последней региональной автодороги 82К005 «Махачкала — Буйнакск — Леваши — Верхний Гуниб», в 1,2 км к востоку от плотины Гунибской ГЭС.

## История
Хутор возник в 1860-х годах в период строительства почтово-торгового тракта «Темир-Хан-Шура — Гуниб — Кумух», как Салтинская почтовая станция. Как самостоятельный населённый пункт — хутор Урух-Салтинская почта отмечен в переписи 1939 года в составе Салтинского сельсовета. По данным на 1966 г. хутор Почта продолжал числиться в составе Салтинского сельсовета, отделением колхоза имени Кирова. В переписи 1970 года, по всей видимости, учтен как часть села Салта. Указом ПВС ДАССР от 01.06.1976 г. населённый пункт Почта исключен из учётных данных.

## Население
По переписи 1939 года на хуторе проживало 3 человека (1 мужчина и 2 женщины).